# The Appeal: Georgia’s Most Wanted
The Appeal: Georgia's Most Wanted – trzeci studyjny album amerykańskiego rapera Gucciego Mane’a. Pierwszym singlem promującym to wydawnictwo był utwór "Gucci Time" z gościnnym udziałem Swizz Beatza. Na płycie oprócz samego Gucciego możemy usłyszeć m.in. Estelle, Nicki Minaj, czy też Bun B.
Album zadebiutował na 4. miejscu na Billboard 200, ze sprzedażą 61 450 egzemplarzy w pierwszym tygodniu. Sprzedał się w ponad 100 000 kopii do 24 października tego roku.

## Lista utworów
1. "Lil Friend" (featuring Bun B)
2. "Trap Talk"
3. "Missing"
4. "What It’s Gonna Be"
5. "Making Love To The Money"
6. "Gucci Time" (featuring Swizz Beatz)
7. "Party Animal"
8. "Remember When" (featuring Ray J)
9. "Haterade" (featuring Nicki Minaj & Pharrell)
10. "It’s Alive" (featuring Swizz Beatz)
11. "ODog" (featuring Wyclef Jean)
12. "Dollar Sign"
13. "Brand New"
14. "Weirdo"
15. "Grown Man" (featuring Estelle)
16. "Beat It Up" (featuring Trey Songz) (utwór dodatkowy)
17. "Georgia's Most Wanted" (utwór dodatkowy)